# Fjodor Michailowitsch Malychin
Fjodor Michailowitsch Malychin (russisch Фёдор Михайлович Малыхин; * 13. November 1990 in Swerdlowsk; † 18. März 2025 in Jekaterinburg) war ein russischer Eishockeyspieler, der zwischen 2010 und 2023 unter anderem für Awtomobilist Jekaterinburg, Ak Bars Kasan und den HK Witjas in der Kontinentalen Hockey-Liga aktiv war.

## Karriere
Fjodor Malychin begann seine Karriere als Eishockeyspieler in seiner Heimatstadt in der Nachwuchsabteilung von Spartakowez Jekaterinburg, in der er bis 2005 aktiv war. Anschließend spielte der Angreifer zwei Jahre lang in der Nachwuchsabteilung des HK Traktor Tscheljabinsk, ehe er 2007 in seine Heimatstadt zurückkehrte und sich dort Awtomobilist Jekaterinburg anschloss. Zunächst spielte er zwei Jahre lang für die zweite Mannschaft von Awtomobilist in der drittklassigen Perwaja Liga sowie anschließend ebenfalls zwei Jahre lang für die Juniorenmannschaft Awto Jekaterinburg in der multinationalen Nachwuchsliga Molodjoschnaja Chokkeinaja Liga. In der Saison 2009/10 war er mit 42 Treffern bester Torschütze der MHL. Parallel zum Spielbetrieb in der MHL gab der Russe in der Saison 2010/11 sein Debüt für die Profimannschaft von Awtomobilist Jekaterinburg in der Kontinentalen Hockey-Liga. Dabei blieb er in fünf Spielen punktlos und erhielt sechs Strafminuten.
In den folgenden Spieljahren steigerte Malychin seine Punktausbeute kontinuierlich und erzielte so in der Saison 2013/14 47 Scorerpunkte in 58 KHL-Partien, was das Interesse der KHL-Topclubs auf ihn zog und ihm seine ersten drei A-Länderspiele einbrachte. Im Mai 2014 wechselte er folgerichtig zu Ak Bars Kasan. Mit Ak Bars gewann er 2018 den Gagarin-Pokal und somit auch den russischen Meistertitel.
Im Mai 2019 unterzeichnete Malychin einen Vertrag beim HK Traktor Tscheljabinsk und wechselte im Dezember des gleichen Jahres zum HK Spartak Moskau, wo er bis zum 30. April 2020 unter Vertrag stand. Dabei bestritt Malychin 17 Spiele für Spartak, erzielte vier Tore und lieferte zwei Assists. Von 2020 bis 2022 spielte er für HK Witjas aus Podolsk. Anschließend erhielt er im Mai 2022 einen Vertrag beim HK Awangard Omsk über zwei Jahre Laufzeit und belegte 2023 mit dem Club den dritten Platz in der KHL. Ende April 2023 wurde sein Vertrag gekündigt und Malychin beendete seine Karriere. 
Daraufhin kehrte er in seine Heimat Jekaterinburg zurück und war ab 2024 als stellvertretender Direktor des Sport- und Erholungskomplexes Fakel für Verwaltungs- und Wirtschaftsangelegenheiten tätig. Malychin war verheiratet und hatte mit seiner Ehefrau drei Kinder. Am 18. März 2025 wurde er tot in seiner Wohnung in Jekaterinburg aufgefunden. Er war mutmaßlich an einem Thrombus im Gehirn gestorben.

## Erfolge und Auszeichnungen
- 2010 MHL All-Star Game
- 2010 Bester Torschütze (42 Tore) der MHL
- 2014 KHL All-Star Game
- 2018 Gewinn des Gagarin-Pokals und russischer Meister mit Ak Bars Kasan

## Karrierestatistik
(Legende zur Spielerstatistik: Sp oder GP = absolvierte Spiele; T oder G = erzielte Tore; V oder A = erzielte Assists; Pkt oder Pts = erzielte Scorerpunkte; SM oder PIM = erhaltene Strafminuten; +/− = Plus/Minus-Bilanz; PP = erzielte Überzahltore; SH = erzielte Unterzahltore; GW = erzielte Siegtore; 1 Play-downs/Relegation; Kursiv: Statistik nicht vollständig)